# Николаев, Анатолий Иванович
Анатолий Иванович Николаев (род. 1944) — советский и российский химик, специалист в области физикохимии и технологии неорганических материалов, член-корреспондент РАН (2008).

## Биография
Родился 3 марта 1944 года в городе Кировск Мурманской области.
В 1969 году — окончил Северо-Западный политехнический институт, специальность «технология неорганических веществ».
В 1975 году защитил кандидатскую диссертацию, с присвоением степени кандидата химических наук, тема: «Исследование экстракции ниобия и тантала сульфоксидами из фторидно-сульфатных растворов».
В 1994 году — защитил диссертацию, с присвоением степени доктора технических наук.
С 1962 года — работает в Институте химии и технологии редких элементов и минерального сырья (ИХТРЭМС) Кольского научного центра РАН, пройдя путь от препаратора до заведующего лабораторией химии и технологии сырья тугоплавких редких элементов (с 1984 года) и заместителя директора института по научной работе Института (с 2004 года).
В 2008 году — избран членом-корреспондентом РАН.
Член Президиума Кольского научного центра РАН.

## Научная деятельность
Области основных научных интересов:
химия и химическая технология минерального сырья, экстракционный метод извлечения и разделения редких металлов, получение чистых веществ, пигментов, сорбентов, сварочных и других материалов, синтез аналогов природных нанопористых титаносиликатов, охрана окружающей среды.
Основные научные результаты:
предложены и развиты комбинированные гидро- и пирометаллургические схемы переработки, что открыло путь к промышленному освоению нетрадиционных видов титанового и редкометалльного сырья; разработаны научные основы организации производства из горнопромышленных отходов высокоценных продуктов, в числе которых специальные сварочные материалы, пигменты, наполнители, соединения редких металлов; разработан базовый пакет комбинированных схем переработки титано-редкометалльного и алюмосиликатного сырья, позволяющий выбрать оптимальный вариант, обеспечивающий получение продуктов требуемого ассортимента и качества; разработан широкий набор вариантов полиминеральных композиций электродных покрытий, не имеющих аналогов в отечественной и зарубежной практике и обеспечивающих существенное повышение сварочно-технологических и эксплуатационных характеристик электродов, в Мурманской области начато промышленное производство сиенитового, сфенового и титаномагнетитового концентратов как компонентов сварочных материалов.
Автор и соавтор 328 научных работ, в том числе монографий — 5, авторских свидетельств и патентов — 42, научных статей — 162, тезисов — 116, обзоров — 3.
Научно-организационная деятельность
- заместитель председателя Ученого совета ИХТРЭМС КНЦ РАН и диссертационного совета;
- член Ученого совета Геологического института КНЦ РАН, бюро Научного совета РАН по химической технологии, Координационного совета Мурманской области по научно-технической и инновационной политике, Совета учебно-методического объединения университетов России по классическому химическому образованию (УМО университетов РФ по химии);
- член Координационного совета Мурманской области по научно-технической и инновационной политике, научного совета по рациональному природопользованию при Межведомственном Северо-Западного координационного совета при РАН по фундаментальным и прикладным исследованиям;
- эксперт Роснано, заместитель председателя секции Научного совета РАН по металлургии;
- член редакционного совета журнала «Вестник Кольского научного центра Российской академии наук», член редколлегии журналов «Химическая технология» и «Титан» (научно-практический журнал).

Ведет преподавательскую деятельность в должности профессора Мурманского государственного технического университета.
Под его руководством защищены 5 кандидатских диссертаций.

## Награды
- Государственная премия Российской Федерации (в составе группы, за 2000 год) — за цикл работ «Теоретические основы комплексной переработки нетрадиционного титано-редкометалльного и алюмосиликатного сырья»[3]
- Заслуженный деятель науки Российской Федерации (2007)[4]
- Почётный гражданин Мурманской области (29 апреля 2025) — за заслуги в профессиональной деятельности, способствующие повышению авторитета Мурманской области в Российской Федерации, и большой личный вклад в социально-экономическое развитие региона
- Юбилейная медаль «Двадцать лет Победы в Великой Отечественной войне 1941—1945 гг.» (1966)
- Медаль «Ветеран труда» (1986)
- Почётная грамота АН СССР (1974)
- Почётная грамота губернатора Мурманской области (2000)
- занесен в Книгу почета Мурманской области (1987)